# Pseudoleskea papillosa
Pseudoleskea papillosa là một loài Rêu trong họ Leskeaceae. Loài này được (Lindb.) A. Jaeger mô tả khoa học đầu tiên năm 1878.